# Het Hondsbosch
Het Hondsbosch (ook wel 't Hondsbosch) was, met een voorloper als uitsluitend scheepswerf, een scheepswerf annex smederij en machinefabriek van 1836 tot 1950 in de Nederlandse stad Alkmaar.

## Ontstaan
In 1836 richt Jan Bagge samen met Van der Drift een scheepswerf op in een door de gemeente Alkmaar beschikbaar gesteld terrein nabij het Noordhollandsch Kanaal, het Eiland. Daar wordt tussen 1837 en 1842 een aantal zeeschepen gebouwd, de eerste in Alkmaar. De verdere productie is vermoedelijk, zover bekend, beperkt en de activiteiten stoppen met het overlijden van Bagge in 1860. Het gaat daarbij nog om houten scheepsbouw. Dat verandert als de firma D. Bosman en Zoon in 1870 het werfterrein van de gemeente overneemt. Men gaat ijzeren schepen bouwen en verbindt aan de werf meteen een smederij. De firma Bosman exploiteert een zoutziederij en een rederij ter plaatse en gaat de werf gebruiken voor herstel en onderhoud van de eigen vloot. Maar men levert al gauw aan derden. Het bedrijfje wordt uitgebreid: van twee werklieden bij de start telt het tien jaar later, in 1881, twintig werklieden en in 1889 16 arbeiders in de smederij annex kopergieterij en 45 in de scheepsbouw. Het Hondbosch levert naast ijzeren schepen ook constructiewerk en in 1875 een eerste stoomketel. Vanaf 1876 beschikt men over een stoomsmederij. De firma Bosman, inclusief werf ca., staat dan nog onder leiding van Cornelis Bosman (Akersloot, 1830 – Alkmaar, 1911).

## Expansie
Rond 1880 doet zoon Gerard Jacob Bosman, afgestudeerd als scheepsbouwkundig ingenieur te Delft, zijn intrede in het bedrijf. In 1905 wordt de onderneming omgezet in een nv onder directie van Jhr Herpert van Foreest die slechts enkele jaren aan het bedrijf verbonden blijft. Hij wordt opgevolgd door de jongste zoon van Cornelis Bosman, Herman Johannes Bosman (Alkmaar 1879 – 1950), afgestudeerd aan de Practical Engineering School te Londen, die met onderbreking tot aan de opheffing aan het roer blijft. Er volgen uitbreidingen in 1906, 1912 en 1916. Naast een enkele stoomketel leggen werf en machinefabriek zich met succes toe op kleinere motorschepen als directievaartuigen, sleep- en veerboten. Heel groot is het bedrijf niet, met dertig werklieden in 1921. De verliezen in de eerste helft van de jaren twintig leidt in 1926 tot afwaardering van het aandelenkapitaal. Na het overlijden van Herman Johannes Bosman, in 1950, is de onderneming blijkbaar stuurloos en besluiten de aandeelhouders tot liquidatie. De inventaris en terreinen komen begin 1951 onder de hamer.    